# نقش‌گذاری ژنومی

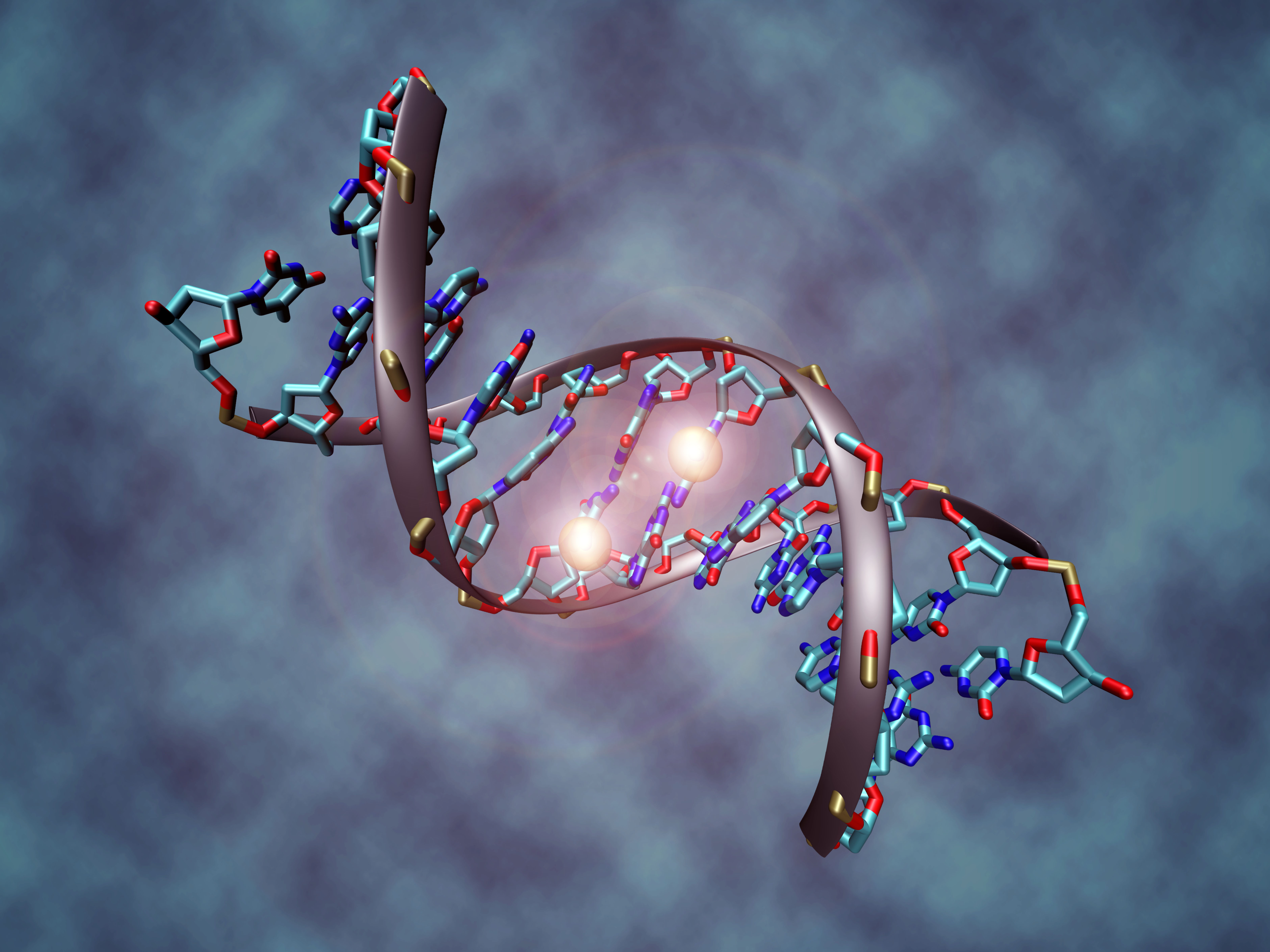
تصویری از نقش‌گذاری ژنومی

نقش‌گذاری ژنومی (Genomic imprinting) یکی از نمونه‌های اثرات اپی‌ژنتیک است. نقش پذیری ژنی زمانی روی میدهد که فرزند هتروزیگوس(aA یا Aa) تنها یک الل را بسته به اینکه آن را از کدام والد دریافت کرده باشد بروز بدهد. در نتیجه، برای نمونه، فرزند Aa که الل A را از پدر و a را از مادر دریافت کرده، فنوتیپ A را نشان میدهد، در حالی که فرزند aA که الل A را از مادر و a را از پدر دریافت کرده فنوتیپ a را نشان میدهد. در این پدیده، فرزندان هموزیگوس (aa و AA) فنوتیپ یکسانی را نشان میدهند، در حالی که هتروزیگوس‌ها متفاوت هستند. عوامل گوناگونی مانند متیلاسیون DNA یا تداخل RNA می‌تواند باعث این پدیده بشود. متیلاسیون به طور غیر مستقیم آنزیم هایی را به کار میگیرد که باعث تغییر [هیستون] ها میشود که موجب تراکم موضعی DNA می‌گردد. بسته به اینکه عملکرد اولیه DNA ی متراکم شده در تنظیم بیان الل چیست، متیلاسیون موجب مهار یا فعال سازی آن الل معین میشود.